# Karlhans Abel
Karlhans Paul Abel (* 31. Dezember 1919 in Mülheim an der Ruhr; † 27. April 1998 ebenda) war ein deutscher klassischer Philologe, der von 1957 bis 1985 als Dozent an der Universität Marburg wirkte.

## Leben
Karlhans Abel, der Sohn eines Kaufmanns, begann im Wintersemester 1939/1940 an der Berliner Universität ein Studium der Klassischen Philologie und Anglistik. Im 1. Kriegstrimester 1940 wechselte er an die Universität zu Köln. Während des Zweiten Weltkriegs wurde Abels Studium durch fünf Jahre Kriegsdienst und Kriegsgefangenschaft unterbrochen. Im Wintersemester 1947/1948 nahm er in Köln sein Studium erneut auf. 1953 wechselte er nach Frankfurt am Main, wo er 1955 bei Hermann Langerbeck mit der Dissertation Die Plautusprologe zum Dr. phil. promoviert wurde.
Nach der Promotion arbeitete Abel zwei Jahre am Institut für Geschichte der Medizin in Freiburg. Während dieser Zeit fand er in der antiken Naturwissenschaft und Medizin einen lebenslangen Forschungsschwerpunkt. 1957 zog er nach Marburg, wo er als Lektor an der Theologischen Fakultät der Philipps-Universität wirkte. Nach seiner Habilitation (1966) wechselte Abel als Privatdozent an das Marburger Seminar für Klassische Philologie, wo er 1971 zum Professor ernannt wurde. 1985 trat er in den Ruhestand. Ein Jahr später gründete er mit seiner Schwester Gertrud Abel die Karl und Gertrud Abel-Stiftung zur Förderung der Forschung auf dem Gebiet der antiken Philosophie.

## Leistungen
Abels Forschungsschwerpunkt war der Philosoph Seneca. In seiner Habilitationsschrift Bauformen in Senecas Dialogen (Heidelberg 1967) beschäftigte sich Abel mit Strukturproblemen der philosophischen Schriften Senecas. Eine Gesamtdarstellung seiner Seneca-Forschung gab er 1985 unter dem Titel Seneca: Leben und Leistung (Aufstieg und Niedergang der römischen Welt [ANRW] II, 32, 2, S. 653–775).
Ein weiterer Forschungsschwerpunkt Abels war die antike Naturwissenschaft und Medizin. In seinem Aufsatz Die Lehre vom Blutkreislauf im Corpus Hippocraticum (Hermes. Band 86, 1958, S. 192–219) führte er den Beweis, dass die antike Medizin den Blutkreislauf nicht kannte. Für die Neubearbeitung von Paulys Realencyclopädie der classischen Altertumswissenschaft und für den Kleinen Pauly lieferte er zahlreiche geografische Artikel.

## Veröffentlichungen (Auswahl)
- Bauformen in Senecas Dialogen. 1967
- Zone. Das Problem der Biosphäre im geographischen Denken der Antike. München 1974.
- Die dritte Satire des Persius als dichterisches Kunstwerk. 1985.
- Seneca. Leben und Leistung. 1985.